# Seehandelsrecht (Deutschland)
Das deutsche Seehandelsrecht ist im 5. Buch des Handelsgesetzbuches (HGB) geregelt. Das allgemeine Handelsrecht und das Bürgerliche Gesetzbuch (BGB) werden dabei nicht vollständig verdrängt, sondern gelten subsidiär. Das heißt: Eine allgemeine Regelung des BGB oder des Handelsrechts findet nur Anwendung, wenn das Seehandelsrecht (lex specialis) keine speziellere Regelung enthält. Die Normen des deutschen Landtransportrechts im 4. Buch des HGB können analog angewendet werden.
Am 25. April 2013 ist das Gesetz zur Reform des Seehandelsrechts in Kraft getreten (BGBl. I S. 831), welches vor allem erhebliche Änderungen im deutschen Seehandelsrecht (§§ 476 ff. HGB) und einige Änderungen im allgemeinen deutschen Transportrecht (§§ 407 ff. HGB) mit sich bringt.
Für Altverträge gelten Übergangsregelungen nach Art. 71 des Einführungsgesetzes zum Handelsgesetzbuch (EGHGB).

## Inhaltsübersicht der §§476 ff. HGB (in der Fassung seit dem 25.April 2013)
- Erster Abschnitt: Personen der Schifffahrt: Reeder, Ausrüster, Schiffsbesatzung, Kapitän etc. (§§ 476 – 480 HGB)
- Zweiter Abschnitt: Beförderungsverträge (§§ 481 ff. HGB)
  - Erster Unterabschnitt: Seefrachtverträge
    - Erster Titel: Stückgutfrachtvertrag
      - Erster Untertitel: Allgemeine Vorschriften (§§ 481 – 497 HGB)
      - Zweiter Untertitel: Haftung wegen Verlust oder Beschädigung des Gutes (§§ 498 – 512 HGB)
      - Dritter Untertitel: Beförderungsdokumente, u. a. Konnossement (§§ 513 – 526 HGB)

    - Zweiter Titel: Reisefrachtvertrag (§§ 527 – 535 HGB)

  - Zweiter Unterabschnitt: Personenbeförderungsverträge (§§ 536 – 552 HGB)
- Dritter Abschnitt: Schiffsüberlassungsverträge
  - Erster Unterabschnitt: Schiffsmiete (§§ 553 – 556 HGB)
  - Zweiter Unterabschnitt: Zeitcharter (§§ 557 – 569 HGB)
- Vierter Abschnitt: Schiffsnotlagen
  - Erster Unterabschnitt: Schiffszusammenstoß (§§ 570 – 573 HGB)
  - Zweiter Unterabschnitt: Bergung (§§ 574 – 587 HGB)
  - Dritter Unterabschnitt: Große Haverei (§§ 588 – 595 HGB)
- Fünfter Abschnitt: Schiffsgläubiger (§§ 596 – 604 HGB)
- Sechster Abschnitt: Verjährung (§§ 605 – 610 HGB)
- Siebter Abschnitt: Allgemeine Haftungsbeschränkung (§§ 611 – 617 HGB)
- Achter Abschnitt: Verfahrensvorschriften (§§ 618 – 619 HGB)

## Zur Vorgeschichte der Reform
Das bis zum 24. April 2013 gültige deutsche Seehandelsrecht stammte – mit einigen Änderungen – im Wesentlichen noch aus der Zeit der Segelschifffahrt und genügte den Anforderungen an ein modernes Seehandelsrecht (z. B. auch in Bezug auf die heute übliche Containerschifffahrt) nicht mehr. Daher hatte die Literatur jahrelang eine Angleichung an das Landtransportrecht gefordert, womit allerdings eine weitere Entfernung von der internationalen Praxis der Schifffahrt verbunden ist.
- Am 5. Juli 2004 hatte die damalige Bundesjustizministerin Brigitte Zypries (SPD) ein Sachverständigengremium zur Reform des Seehandelsrechts eingesetzt. Das Gremium hatte den Auftrag, das im Handelsgesetzbuch kodifizierte Seehandelsrecht kritisch zu untersuchen und das Bundesministerium der Justiz (BMJ) bei einer umfassenden Reform des Seehandelsrechts zu unterstützen.[3]
- Am 27. August 2009 übergab die Expertengruppe den Abschlussbericht zur Reform des Seehandelsrechts.[4][5]
- 2011 legte das BMJ einen Referentenentwurf vor, der Änderungen im deutschen Seehandelsrecht, dem Beförderungsrecht von Passagieren auf Seeschiffen, sowie im allgemeinen Transportrecht vorsah.[6][7]
- Am 9. Mai 2012 hatte das Bundeskabinett einen entsprechenden Gesetzesentwurf beschlossen.[8]
- Nach einer Sachverständigenanhörung und dem Bericht des Rechtsausschuss des Deutschen Bundestages vom 12. Dezember 2012 (BT-Drs. 17/11884) erfolgte die Beschlussfassung des Bundestages am 13. Dezember 2012 und die des Bundesrates am 1. Februar 2013 (BR-Drs. 8/13).[9]
- Das Gesetz zur Reform des Seehandelsrechts ist am 25. April 2013 in Kraft getreten.[10]